# Doris Gutiérrez
Pour les articles homonymes, voir Gutiérrez.
Doris Gutiérrez, née le 21 août 1947 à Comayagüela (Honduras), est une femme politique hondurienne, membre du Parti Innovation et Unité. Depuis 2022, elle vice-présidente de la République, sous la présidence de Xiomara Castro.

## Biographie
Doris Gutiérrez est la fille de Martha Gutiérrez et Armando Uclés Sierra, et la sœur du footballeur José de la Paz Herrera. Elle est élevée par sa mère et sa grand-mère. Elle étudie à l'université José Cecilio del Valle, puis est diplômée de l'Institut du Sacré-Cœur de Tegucigalpa en tant qu'enseignante, obtenant de bonnes notes et plusieurs récompenses. Elle devient professeure à Trinidad, dans le département de Santa Bárbara, y travaillant pendant 14 ans. Tout en militant syndicalement, elle entre en politique en 1995, rejoignant le parti Unification démocratique, en tant que députée suppléante de Matías Funes (en).
En décembre 2015, Doris Gutiérrez reçoit le prix Maya de l'Institut mexicain d'évaluation.
Début mars 2016, elle annonce deux projets : faire déclarer la rivière Gualcarque zone du patrimoine national et faire officiellement de Berta Cáceres, qui a milité pour protéger la rivière, une héroïne nationale, et lui donner son nom,.
Députée entre 2006 et 2009 puis entre 2014 et 2022, Doris Gutiérrez devient deuxième vice-présidente de la République, sous la présidence de Xiomara Castro, en 2022.